# Апшев, Александр Ладинович
Алекса́ндр Лади́нович А́пшев (19 декабря 1939, сел. Кызбурун-I, Баксанский район, Кабардино-Балкарская АССР — 17 декабря 1991, Нальчик) — советский футболист и тренер, выступавший на позициях защитника и полузащитника. Чемпион СССР 1964 года, мастер спорта (1964).
Апшев начал свою профессиональную карьеру в 1960 году в команде «Спартак» из Нальчика, выступавшей в то время в классе «Б» СССР. Известен своими выступлениями в высшей лиге в составе динамовцев Москвы и Тбилиси.

## Биография
После окончания школы Александр уехал в Среднюю Азию где за хорошую работу по освоению целинных и залежных земель был награждён соответствующей медалью. После чего, в 19 лет, он приступил к работе пробщиком на Тырныаузском комбинате, откуда был приглашён в команду мастеров класса «Б» нальчикский «Спартак». Апшев скончался 17 декабря 1991 года в Нальчике, не дожив до своего 52-го дня рождения всего два дня.

### Клубная карьера
В составе нальчан Александр провёл более 45 встреч, в которых как минимум дважды отметился голами. По окончании первого круга первенства 1961 года пополнил ряды московского «Динамо». В составе динамовцев Александр провёл 22 матча, но не выдержав конкуренции за место в составе с Валерием Короленковым, вернулся в родной «Спартак», где был выбран капитаном команды. Проведя в команде один сезон, Александр по приглашению Михаила Якушина перешёл в клуб высшей лиги страны тбилисское «Динамо», где выступал на острие атак в паре с Владимиром Баркая. В составе «Динамо» Александр стал чемпионом СССР, проведя за команду 19 встреч и дважды поразив ворота соперников.
В 1965 году в составе нальчикского «Спартака» Александр стал чемпионом РСФСР. Апшев ещё дважды отлучался из Нальчика — в 1966 году он играл за волгоградский «Трактор», а завершил карьеру игрока Александр в 1968 году в «Авангарде» из Краматорска. Всего в составе «Спартака» Александр провёл более 140 матчей. Он считается одним из лучших футболистов за всю историю команды.
Апшев мог послать мяч из-за боковой линии во вратарскую площадку или к одиннадцатиметровой отметке. Он стал первым из воспитанников Кабардино-Балкарского футбола, кто был удостоен звания мастер спорта СССР и единственным чемпионом СССР из республики.

### Тренерская карьера
В 1972 году впервые был приглашён в тренерский штаб родной команды в качестве помощника, но по окончании сезона покинул свой пост. В 1974 году, с приходом в команду Анатолия Крутикова, Александр вновь вошёл в тренерский штаб коллектива. После чего Апшев стал одним из организаторов и долгое время работал в нальчикской детско-юношеской школе олимпийского резерва, которая сегодня носит его имя, а в 1980 году стал главным тренером нальчикского «Спартака» после того как этот пост покинул Крутиков. На посту главного тренера коллектива Апшев проработал три сезона, после чего покинул команду.

## Вне футбола
У Александра осталась вдова Римма дочь Фатима и сын Ладин, который как и его отец стал футболистом. На протяжении десяти лет Ладин, будучи нападающим, защищал цвета различных клубов республики, в том числе и нальчикского «Спартака» в период с 1990 по 1993 годы, а также в 1994, 1995 и 1998 годах.
В последние годы в Нальчике ежегодно проводится всероссийский молодёжный турнир по футболу памяти Александра Апшева. В честь футболиста названа одна из детско-юношеских спортивных школ Нальчика.

## Статистика выступлений

### Клубная
| Команда               | Сезон            | Чемпионат        | Чемпионат | Чемпионат | Кубок | Кубок | Итого | Итого |
| Команда               | Сезон            | Уров.            | Игры      | Голы      | Игры  | Голы  | Игры  | Голы  |
| --------------------- | ---------------- | ---------------- | --------- | --------- | ----- | ----- | ----- | ----- |
| Спартак (Нальчик)     | 1959             | II               | 24        | 1         | 2*    | 2     | 26*   | 3     |
| Спартак (Нальчик)     | 1960             | II               | 21        | 1         | 0     | 0     | 21    | 1     |
| Спартак (Нальчик)     | 1961             | II               | 4*        | 1         | 1     | 0     | 5*    | 1     |
| Спартак (Нальчик)     | Итого            | Итого            | 49*       | 3         | 3*    | 2     | 52*   | 5     |
| Динамо (Москва)       | 1961             | I                | 19        | 2         | 3     | 0     | 22    | 2     |
| Динамо (Москва)       | 1962             | I                | 3         | 0         | 1     | 0     | 4     | 0     |
| Динамо (Москва)       | Итого            | Итого            | 22        | 2         | 4     | 0     | 26    | 2     |
| Спартак (Нальчик)     | 1963             | III              | 28        | 10        | 1     | 0     | 29    | 10    |
| Динамо (Тбилиси)      | 1964             | I                | 18        | 2         | 0     | 0     | 18    | 2     |
| Спартак (Нальчик)     | 1965             | III              | 39        | 7         | 2     | 1     | 41    | 9     |
| Трактор (Волгоград)   | 1966             | II               | 17        | 0         | 0     | 0     | 17    | 0     |
| Спартак (Нальчик)     | 1967             | II               | 23        | 0         | 2     | 1     | 25    | 1     |
| Авангард (Краматорск) | 1968             | III              | 9         | 4         | 0     | 0     | 9     | 4     |
| Всего за карьеру      | Всего за карьеру | Всего за карьеру | 205*      | 28        | 12*   | 4     | 217*  | 32    |

Примечание: знаком * отмечены ячейки, данные в которых неполные в связи с отсутствием протоколов первенства СССР 1961 года, а также кубка СССР 1959 года.
Источники:
- Статистика выступлений взята со спортивного медиа-портала FootballFacts.ru

### Тренерская
| Клуб                | Страна    | Начало работы | Окончание работы | Результаты | Результаты | Результаты | Результаты | Результаты | Результаты | Результаты |
| Клуб                | Страна    | Начало работы | Окончание работы | И          | В          | Н          | П          | В %        | Н %        | П %        |
| ------------------- | --------- | ------------- | ---------------- | ---------- | ---------- | ---------- | ---------- | ---------- | ---------- | ---------- |
| «Спартак» (Нальчик) | Флаг СССР | 1980          | 1982             | 112        | 28         | 33         | 51         | 25.00      | 29.46      | 45.54      |

Источники:
- Статистика выступлений взята из книги: Морозов И. А. История Кабардино-Балкарского футбола. Часть 2 (1959—1991). — Астрахань, 2006. — 278 с..

## Достижения и награды

### Командные
«Динамо» (Тбилиси)
- Чемпион СССР: 1964.

«Спартак» (Нальчик)
- Чемпион РСФСР: 1965.
- Победитель зонального турнира в четвёртой зоне РСФСР по классу «Б»: 1965.

### Личные
- Лучший бомбардир ФК «Спартак» (Нальчик): 1963.
- Награждён медалью «За освоение целинных земель»[1].
- Награждён орденом «Знак Почёта».
- Присвоено званием «Заслуженный работник культуры КБАССР»[1].
- Присвоено звание и орден «Рыцарь спорта»: 2014[10].